# Liste der Städte in Oregon nach Einwohnerzahl

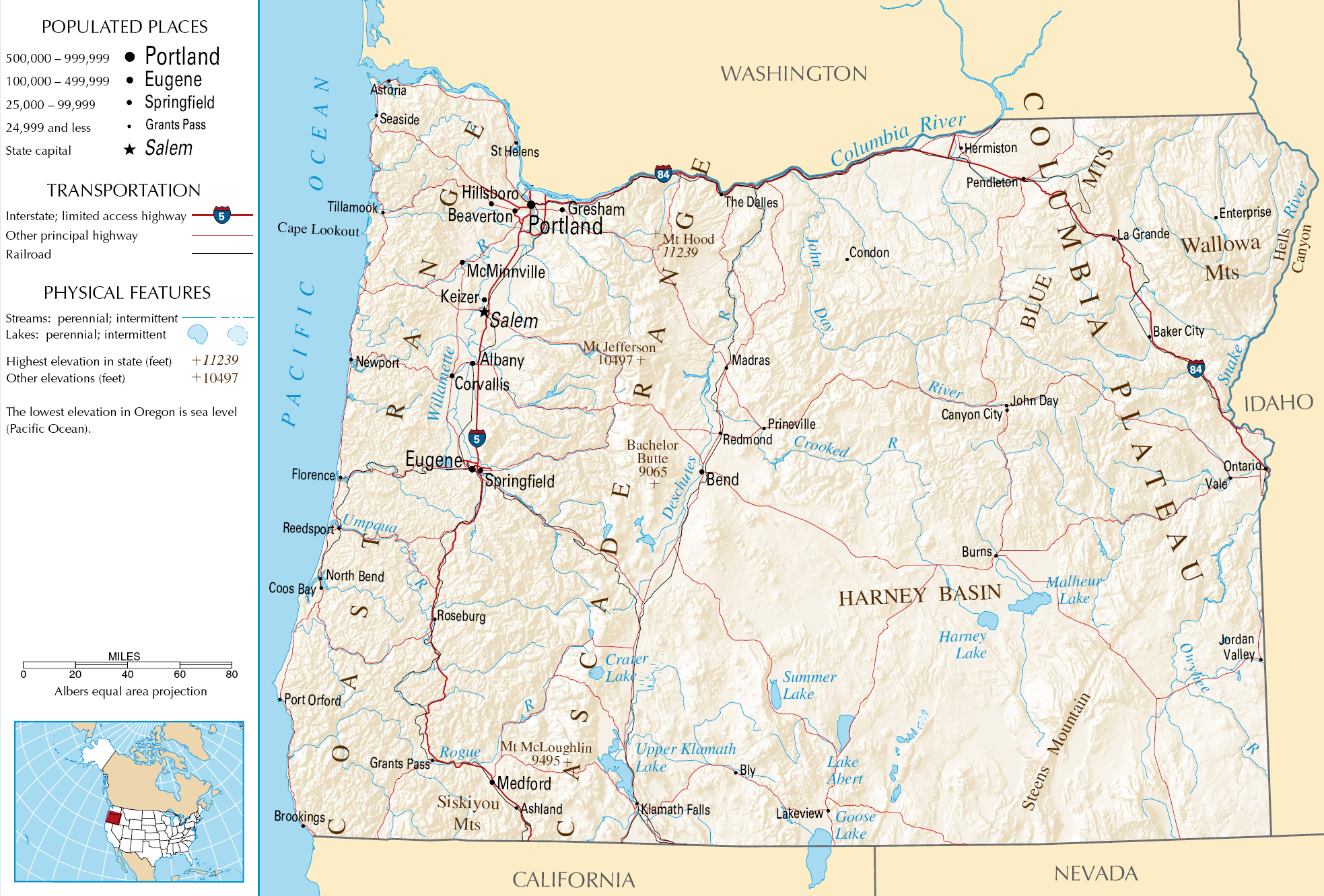
Karte Oregons

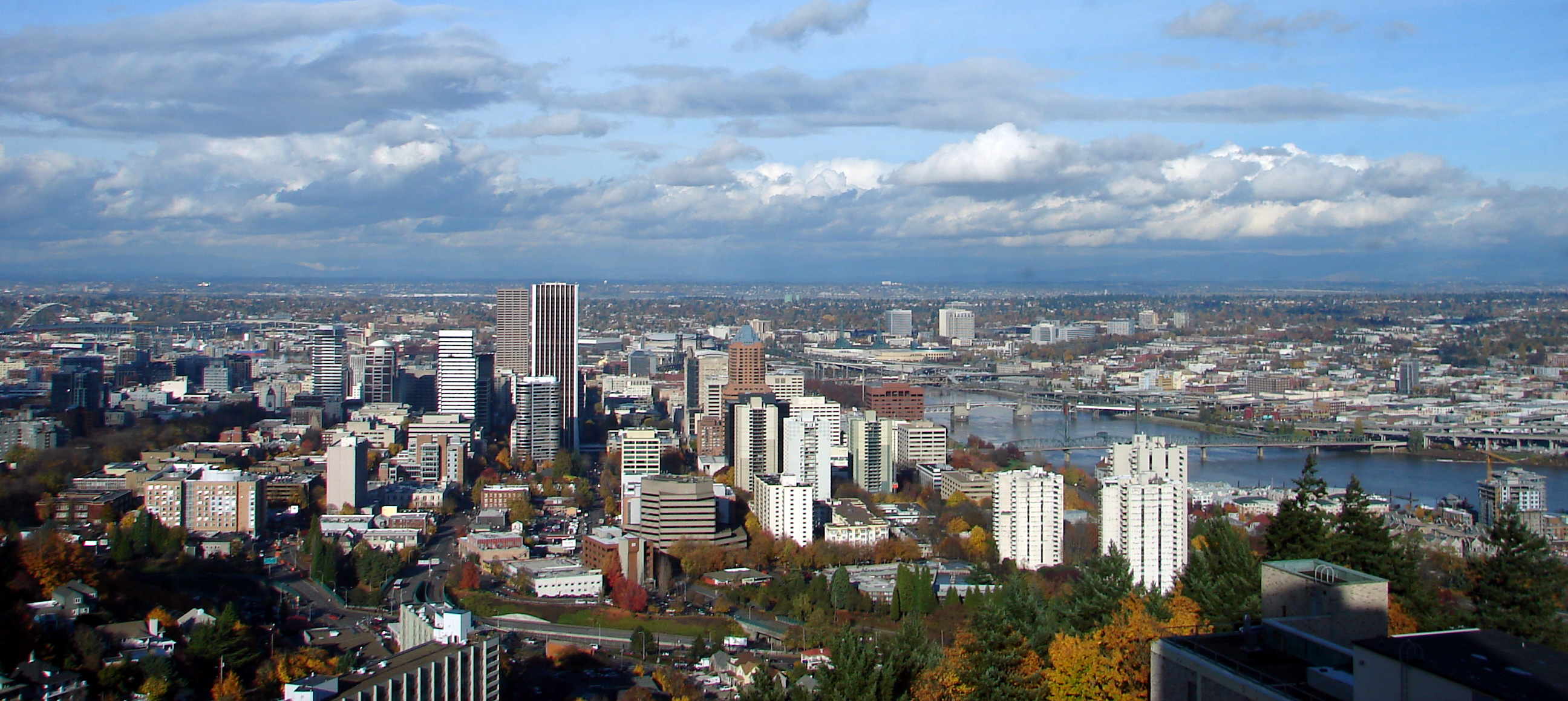
Portland

Die Liste der Städte in Oregon nach Einwohnerzahl enthält alle Orte im US-Bundesstaat Oregon sortiert nach ihrer Einwohnerzahl, die mindestens eine Bevölkerung von 20.000 aufweisen.
Stand 1. April 2020
| Rang | Stadt              | County                               | Einwohnerzahl |
| ---- | ------------------ | ------------------------------------ | ------------- |
| 1    | Portland           | Multnomah                            | 652.503       |
| 2    | Eugene             | Lane                                 | 176.654       |
| 3    | Salem (Hauptstadt) | Marion                               | 175.535       |
| 4    | Gresham            | Multnomah                            | 114.247       |
| 5    | Hillsboro          | Washington                           | 106.447       |
| 6    | Bend               | Deschutes                            | 99.178        |
| 7    | Beaverton          | Washington                           | 97.494        |
| 8    | Medford            | Jackson                              | 85.824        |
| 9    | Springfield        | Clark                                | 61.851        |
| 10   | Corvallis          | Benton                               | 59.922        |
| 11   | Albany             | - Linn - Benton                      | 56.472        |
| 12   | Tigard             | Washington                           | 54.539        |
| 13   | Aloha              | Washington                           | 53.828        |
| 14   | Lake Oswego        | - Clackamas - Multnomah - Washington | 40.731        |
| 15   | Keizer             | Marion                               | 39.376        |
| 16   | Grants Pass        | Josephine                            | 39.189        |
| 17   | Oregon City        | Clackamas                            | 37.572        |
| 18   | McMinnville        | Yamhill                              | 34.319        |
| 19   | Redmond            | Deschutes                            | 33.274        |
| 20   | Tualatin           | - Washington - Clackamas             | 27.942        |
| 21   | West Linn          | Clackamas                            | 27.373        |
| 22   | Wilsonville        | Clackamas                            | 26.664        |
| 23   | Forest Grove       | Washington                           | 26.225        |
| 24   | Woodburn           | Marion                               | 26.013        |
| 25   | Newberg            | Yamhill                              | 25.138        |
| 26   | Happy Valley       | Clackamas                            | 23.733        |
| 27   | Roseburg           | Douglas                              | 23.683        |
| 28   | Hayesville         | Marion                               | 21.891        |
| 29   | Klamath Falls      | Klamath                              | 21.813        |
| 30   | Ashland            | Jackson                              | 21.360        |
| 31   | Milwaukie          | Clackamas                            | 21.119        |
| 32   | Sherwood           | Washington                           | 20.450        |
| 33   | Altamont           | Klamath                              | 20.233        |

## Quelle
- CityPopulation.de